# Rhodolaena acutifolia
Rhodolaena acutifolia är en tvåhjärtbladig växtart som beskrevs av John Gilbert Baker. Rhodolaena acutifolia ingår i släktet Rhodolaena och familjen Sarcolaenaceae. Inga underarter finns listade i Catalogue of Life.